# Hierro-Gänsedistel
Die Hierro-Gänsedisteln (Sonchus hierrensis, spanisch Cerrajón herreño) bilden eine Pflanzenart in der Unterfamilie der Cichorioideae innerhalb der Familie der Korbblütler (Asteraceae). Sie wachsen als Sträucher und kommen endemisch auf den kanarischen Inseln El Hierro, La Palma und La Gomera vor.

## Beschreibung
Die Hierro-Gänsedistel wächst strauchförmig und wird bis zu 1,5 m hoch, die Stängel sind verzweigt und hohl, die Laubblätter sind tief gelappt mit bis zu 2 cm breiten Lappen und wachsen wechselständig verteilt am Stängel. Die Blattspreiten sind am Rand borstig-stachlig gezähnt bis fiederteilig. Die Stängelblätter sind stängelumfassend. In einem Gesamtblütenstand befinden sich wenige bis zahlreiche körbchenförmige Teilblütenstände. Der Korbgriff ist bis zu 8 cm lang und die Körbchen haben einen Durchmesser von 2–3 cm. Die Hüllblätter stehen in drei Reihen in dachziegelartiger Anordnung. Am Körbchenboden gibt es keine Spreublätter. Die Blütenkörbe enthalten nur Zungenblüten. Die Zungenblüten sind gelb. Alle Pflanzenteile enthalten Milchsaft. Die Verholzung, die die Hierro-Gänsedistel im Gegensatz zu kontinentalen Sonchus-Arten aufweist, wird als Anpassung an den Vulkanismus angesehen.

## Systematik
Beschrieben wurde die Art Sonchus hierrensis zunächst als Sonchus jacquinii var. hierrensis durch den Franzosen Charles-Joseph Marie Pitard (Pit.; 1873 – 1927). Die heute gültige Einordnung erfolgte 1967 durch den Ägypter Loutfy Boulos (Boulos; 1932 – 2015). Die Gattung Sonchus wurde 1753 durch Carl von Linné im Band 2 der Species Plantarum festgelegt.
Die Gattung Sonchus gehört zur Subtribus Hyoseridinae aus der Tribus Cichorieae in der Unterfamilie Cichorioideae innerhalb der Familie Korbblütler (Asteraceae).

## Varietäten und Verbreitung

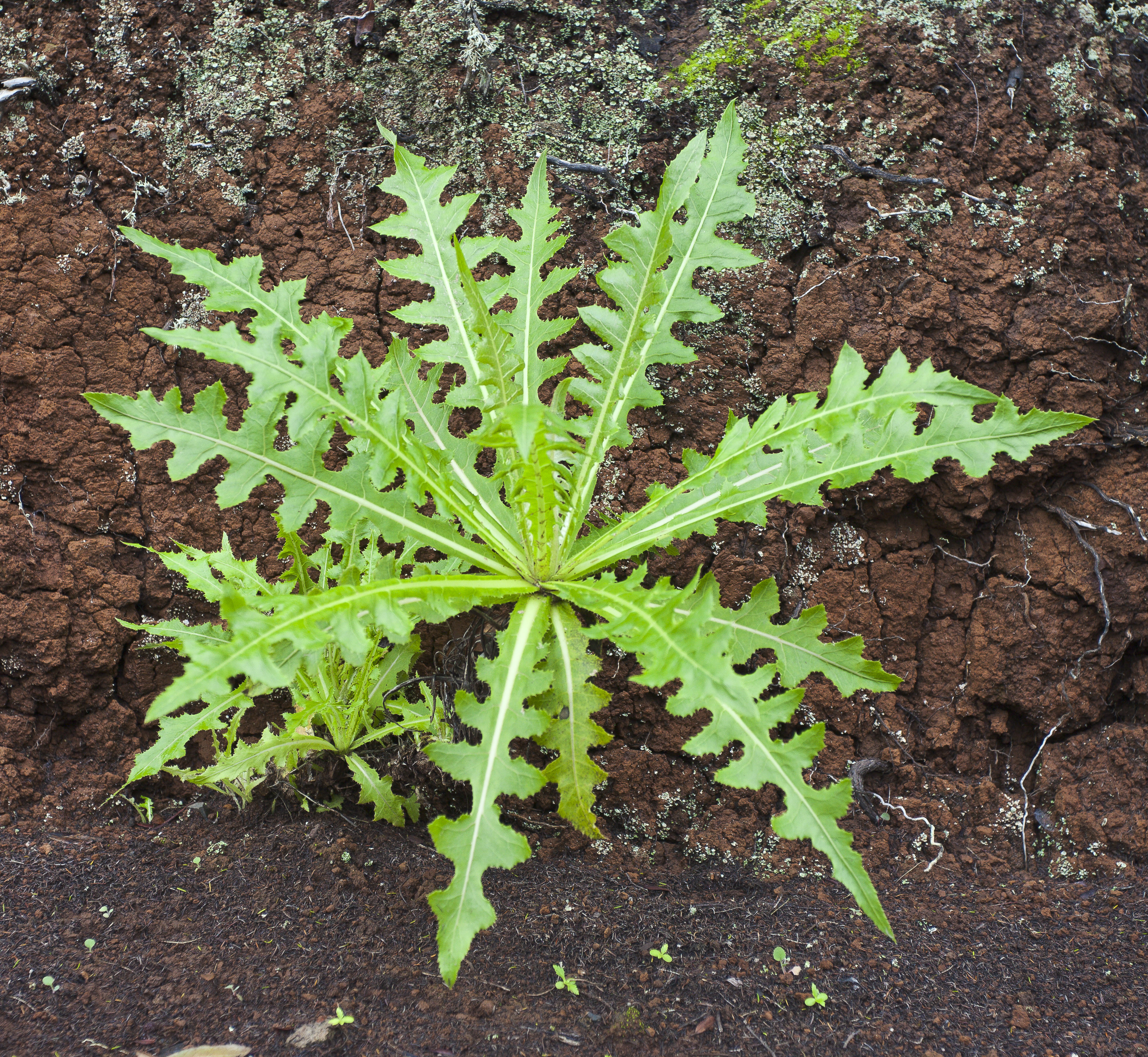
Blattrosette der Hierro-Gänsedistel auf La Gomera

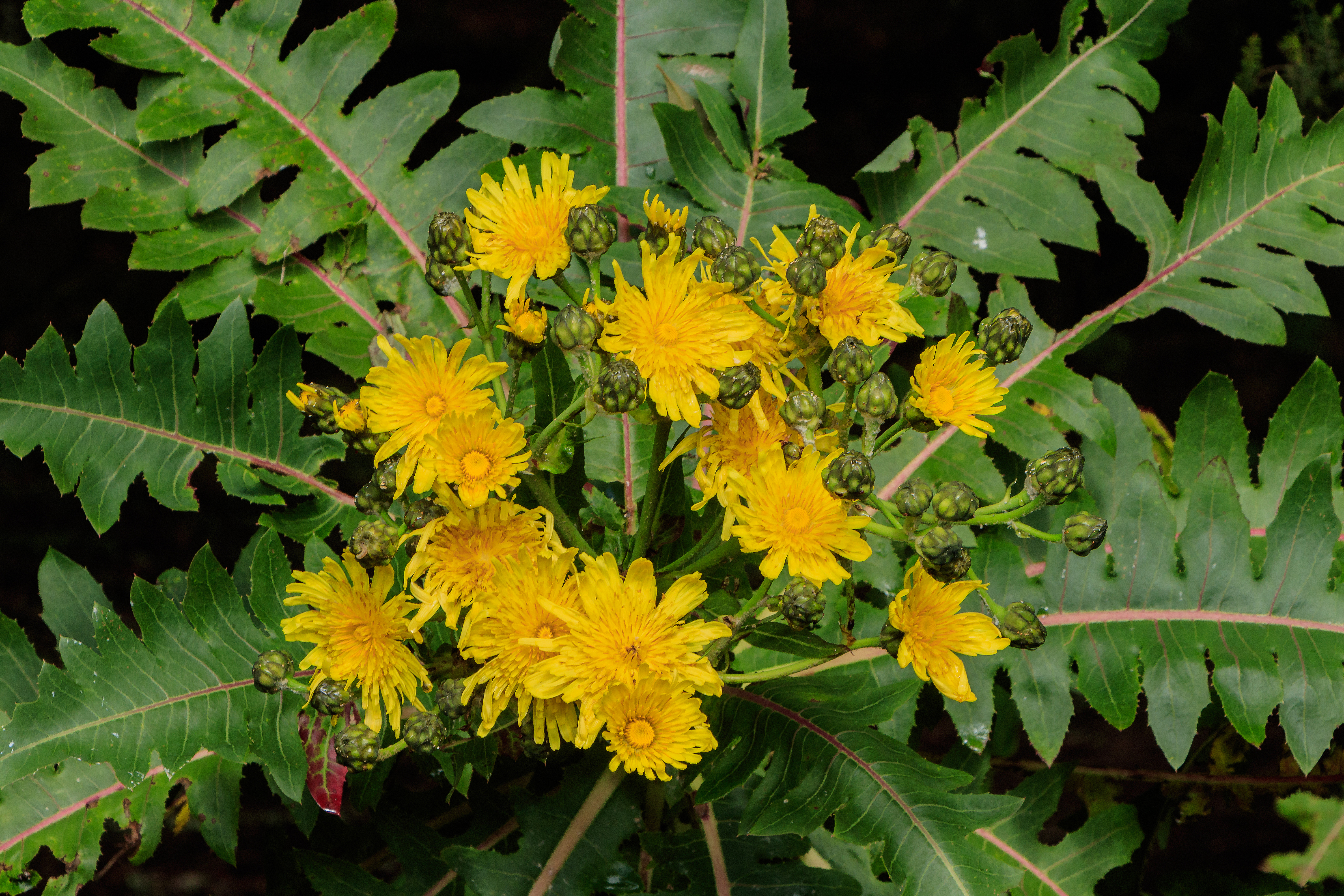
Blütenstände der Hierro-Gänsedistel

Die Art wächst bis zu 1000 m über dem Meeresspiegel auf den westlichsten kanarischen Inseln. Man unterscheidet zwischen zwei Varietäten. Auf La Gomera und El Hierro wächst var. hierrensis und auf La Palma var. benehoavensis.

## Weiterführende Literatur
- David Bramwell, Zoe I. Bramwell: Wild flowers of the Canary Islands. Stanley Thornes (Publishers) Ltd., London og Burford 1974, ISBN 0-85950-010-1 (englisch).
- Sonchus hierrensis. Flora Vascular de Canarias (spanisch).
- Werner Greuter: Sonchus hierrensis. Compositae (pro parte majore). In: Euro+Med Plantbase - the information resource for Euro-Mediterranean plant diversity, 2006, abgerufen am 11. September 2020 (englisch).
- Ingrid Schönfelder, Peter Schönfelder: Kosmos-Atlas Mittelmeer- und Kanarenflora. Über 1600 Pflanzenarten. Franckh-Kosmos, Stuttgart 1994, ISBN 3-440-06223-6.
- Loutfy Boulos: Flora Europaea. Volume 4: Plantaginaceae to Compositae (and Rubiaceae). Hrsg.: T. G. Tutin, V. H. Heywood, N. A. Burges, D. M. Moore, D. H. Valentine, S. M. Walters, D. A. Webb. Cambridge University Press, Cambridge 1976, ISBN 0-521-08717-1, Sonchus L., S. 327 (englisch).